# Christiaan Ravych
Christiaan Ravych (Courtrai, 30 luglio 2002) è un calciatore belga, difensore del Cercle Bruges.

## Carriera

### Club
Cresciuto nei settori giovanili di Eendracht Kuurne, Harelbeke e Club Bruges, nel 2021 viene acquistato dal Cercle Bruges; il 30 luglio 2022 debutta in Pro League, in occasione dell'incontro vinto per 1-0 contro l'Anderlecht. Il 5 novembre successivo realizza la sua prima rete in campionato, nell'incontro vinto per 2-1 contro l'OH Lovanio.

### Nazionale
Ha giocato nelle nazionali giovanili belghe Under-16, Under-17 ed Under-20.

## Statistiche

### Presenze e reti nei club
Statistiche aggiornate al 29 aprile 2023.
| Stagione             | Squadra              | Campionato           | Campionato | Campionato | Coppe nazionali | Coppe nazionali | Coppe nazionali | Coppe continentali | Coppe continentali | Coppe continentali | Altre coppe | Altre coppe | Altre coppe | Totale | Totale |
| Stagione             | Squadra              | Comp                 | Pres       | Reti       | Comp            | Pres            | Reti            | Comp               | Pres               | Reti               | Comp        | Pres        | Reti        | Pres   | Reti   |
| -------------------- | -------------------- | -------------------- | ---------- | ---------- | --------------- | --------------- | --------------- | ------------------ | ------------------ | ------------------ | ----------- | ----------- | ----------- | ------ | ------ |
| 2021-2022            | Cercle Bruges        | D1                   | 0          | 0          | CB              | 0               | 0               |                    | -                  | -                  |             | -           | -           | 0      | 0      |
| 2022-2023            | Cercle Bruges        | D1                   | 27         | 1          | CB              | 2               | 0               |                    | -                  | -                  |             | -           | -           | 29     | 1      |
| Totale Cercle Bruges | Totale Cercle Bruges | Totale Cercle Bruges | 27         | 1          |                 | 2               | 0               |                    | -                  | -                  |             | -           | -           | 29     | 1      |
| Totale carriera      | Totale carriera      | Totale carriera      | 27         | 1          |                 | 2               | 0               |                    | -                  | -                  |             | -           | -           | 29     | 1      |